# Angela Mortimer
Angela Florence Margaret Mortimer (Plymouth, 21 aprile 1932) è un'ex tennista britannica.
È conosciuta anche con il nome di Angela Mortimer Barrett a seguito del matrimonio con John Barrett, ex tennista e commentatore sportivo.

## Biografia
Nel 1955 vinse l'Open di Francia (singolare femminile)  battendo Dorothy Knode con 2-6, 7-5, 10-8, perse quello successivo in finale contro Althea Gibson.
Nel 1958 vinse l'Australian Open (singolare femminile) sconfiggendo Lorraine Coghlan con 6-3, 6-4 mentre perse la finale giocata in doppio con Lorraine Coghlan.
Nel 1961 vinse il torneo di Wimbledon (singolare femminile) riuscendo ad avere la meglio su Christine Truman con 4-6, 6-4, 7-5, in precedenza nel 1958 perse la finale contro Althea Gibson e prima ancora nel 1955 vinse in coppia con Anne Shilcock  il doppio femminile. Visse a Londra. Per quanto riguarda il suo rank fu fra le prime dieci dal 1953 al 1956 e dal 1958 al 1962, arrivando ad essere la numero uno nel 1961.

## Riconoscimenti
- International Tennis Hall of Fame dal 1993.[4]